# حویر الصلیب
حویر الصلیب (به عربی: حویر الصلیب) یک روستا در سوریه است که در حماه واقع شده‌است. حویر الصلیب ۹۷۰ نفر جمعیت دارد.